# Wolny (Adygeja)
Wolny (russisch Вольный, adygeisch Шъхьафит) ist ein Dorf (chutor) in Südrussland. Es gehört zur Republik Adygeja und hat 266 Einwohner (Stand 2019). Im Ort gibt es 3 Straßen. Wolny liegt 30 km nördlich von Tulski (dem Verwaltungszentrum des Bezirks) auf der Straße. Krasnaja Ulka ist die nächstgelegene ländliche Ortschaft.